# فيات 124
فيات 124 (بالإيطالية: Fiat 124) ، هي سيارة عائلية، صنعت مابين عام 1966 وتوقفت عام 1974 ، والتي أنتجها الشركة الإيطالية فيات ، وتصنع مثلها في المغرب ومصر.

## مصدر
1. ↑  Lada has the last laugh - Telegraph نسخة محفوظة 03 ديسمبر 2017 على موقع واي باك مشين.

## اقرأ أيضا
- فيات 124 سبايدر

## وصلات خارجية
- Italian site dedicated to the Fiat 124 (English pages) نسخة محفوظة 28 نوفمبر 2022 على موقع واي باك مشين.
- Italian forum dedicated to the Fiat 124